# Dodewaard
Dodewaard est un village situé dans la commune néerlandaise de Neder-Betuwe, dans la province de Gueldre. Le village compte environ 4 500 habitants.
Jusqu'au 1er janvier 2002, Dodewaard était une commune indépendante. À cette date, la commune a été rattachée à la commune de Kesteren, en même temps qu'Echteld. Cette nouvelle commune a été renommée Neder-Betuwe dès le 1er avril 2003.
Dodewaard est desservi par la gare de Hemmen-Dodewaard.